# Oxaprozine
L'oxaprozine, est un médicament de type anti-inflammatoire non stéroïdien. 

## Usage médical
C'est un anti-inflammatoire non stéroïdien , utilisé pour traiter l'inflammation dans des affections telles que l'arthrose et la polyarthrite rhumatoïde . Le médicament est pris par voie orale.

## Effets secondaires
Les effets secondaires de ce médicament comprennent des douleurs abdominales, des ulcères d'estomac, des saignements gastro-intestinaux, des nausées, une mauvaise fonction rénale ou des démangeaisons. D'autres effets secondaires peuvent inclure des problèmes hépatiques, l'anaphylaxie, l'insuffisance cardiaque, l'infarctus du myocarde ou le syndrome de Stevens-Johnson. L'utilisation de ce médicament en fin de grossesse peut nuire au fœtus.

## Histoire
Le médicament a été breveté en 1967 et approuvée pour un usage médical en 1983.  Il est également disponible au Canada et au Japon.